# Ruta Estatal de Arizona 286
La Ruta Estatal de Arizona 286 (SR 286) es una carretera del sur del estado estadounidense de Arizona, que corre desde su conjunción con la Ruta Estatal de Arizona 86 al oeste de Tucson hasta la Frontera entre Estados Unidos y México en la población de Sasabe. Es una carretera de sentido norte-sur.

## Descripción de la ruta
El punto terminal sur de la carretera SR 286 está localizado en la Frontera entre Estados Unidos y México en la población de Sasabe. La carretera transita hacia el norte desde la frontera atravesando una región poco poblada y no atravesando ninguna ciudad o pueblo de importancia sino únicamente pequeños asentamientos. Provee acceso al Refugio Nacional de la Vida Salvaje Buenos Aires y a pequeños asentamientos del sur de Arizona. Aunque existe un puerto fronterizo que comunica a Sasabe, Arizona con la población de Sásabe, Sonora, únicamente caminos de terracería comunican este punto hacia el sur de la frontera en México. La carretera sigue generalmente un sentido norte-noreste en la mayor parte de su ruta. El extremo norte de la ruta se encuentra en la SR 86 al oeste de la ciudad de Tucson.

## Intersecciones
La totalidad de la carrereta se encuentra ubicada en el Condado de Pima.
| Mileaje | Intersección                           | Notas |
| ------- | -------------------------------------- | ----- |
| 0.00    | Frontera entre Estados Unidos y México |       |
| 45.04   | SR 86 – Three Points                   |       |